# Ancenis
Ancenis (bretonă: Ankiniz, gallo: Anczeniz) este un oraș în Franța, sub-prefectură a departamentului Loire-Atlantique din regiunea Pays de la Loire.

## Situare
Orașul Ancenis este situat pe malurile Loarei, la 45 km est de Nantes, 58 km vest de Angers și 147 km sud de Rennes.Comunele limitrofe sunt Oudon, Saint-Géréon, Couffé, Mésanger, La Roche-Blanche și Saint-Herblon în departamentul Loire-Atlantique, Liré și Drain în departamentul Maine-et-Loire.

## Demografie
| 1962                                                          | 1968 | 1975 | 1982 | 1990 | 1999 | 2006 | - | - |
| ------------------------------------------------------------- | ---- | ---- | ---- | ---- | ---- | ---- | - | - |
| 5102                                                          | 5648 | 6997 | 7076 | 6896 | 7010 | 7407 | - | - |
| Număr reținut începănd cu 1962: Populaţia fără numărări duble |      |      |      |      |      |      |   |   |

## Turism

### Monumente
- Castelul Ancenis, parțial ruinat
- Biserica Saint-Pierre
- Mănăstirea Ursulines
- Capela Notre-Dame-de-la-Délivrance

### Locuri turistice
- Centrul acvatic Jean Blanchet
- Teatrul Quartier Libre
- Cinema Eden
- Pista de karting

## Orașe înfrățite
- Bad Brückenau, Germania
- Kirkham, Lancashire, Regatul Unit

1. ↑  répertoire géographique des communes, accesat în 26 octombrie 2015
2. ↑  dataset of postal codes in France, 1 octombrie 2018